# Dacryocystitis
Dacryocystitis is een infectie van de traanzak, die meestal veroorzaakt wordt door een blokkering van de traanbuis. De aandoening wordt gekenmerkt door hevig tranen (epiphora) en plotseling opkomende pijn, roodheid en zwelling ter hoogte van de binnenste ooghoek van het onderste ooglid. Het wordt vaak veroorzaakt door Staphylococcus aureus en Streptococcus pneumoniae. De aandoening wordt over het algemeen behandeld met antibiotica en warme kompressen. Als de aandoening blijft aanhouden wordt er een chirurgische ingreep toegepast, een zogeheten dacryocystorinostomie.
De naam van de aandoening is afgeleid van de Griekse woorden dákryon (traan), cysta (zak) en het achtervoegsel -itis (ontsteking).

## Oorzaken en voorkomen
Dacryocystitis kan verschillende oorzaken hebben. Gewoonlijk stromen tranen vanuit de traanklier over de oogbol, door de traanpunten naar de traankanalen, en dan verder naar de traanzak en de traanbuis. Het komt bij dacryocystitis vaak voor dat traanvocht vast komt te zitten omdat de traanbuis geblokkeerd is geraakt. Dit vastzittende traanvocht raakt snel geïnfecteerd. Meestal wordt deze infectie veroorzaakt door een bacterie, bijvoorbeeld door Staphylococcus aureus-bacteriën. Soms wordt dacryocystitis veroorzaakt door calculi in de traanklier. Er hebben zich dan minerale verhardingen gevormd in de traanklier die zorgen voor steeds terugkerende aanvallen van dacryocystitis. Deze vorm komt vooral voor bij vrouwen.
Geslacht, erfelijke aandoeningen en leefstijl spelen geen rol van betekenis bij een eventuele verhoogde kans op het oplopen van de aandoening. Enkel de leeftijd kan van invloed zijn: dacryocystitis komt veel voor bij baby's en ouderen. De traanbuisjes van baby's zijn pas na een jaar volledig ontwikkeld, waardoor de kans op blokkeringen in deze traanbuisjes groot is. Bij ouderen treedt de aandoening over het algemeen vanuit het niets op, hoewel de ontsteking ook samen kan hangen met een eerder opgelopen ontsteking of verwonding.

## Diagnose en behandeling
Patiënten met dacryocystitis hebben ter hoogte van de traanzak en in de buurt van de binnenste ooghoek last van pijn, zwelling en roodheid. De aandoening wordt verder gekenmerkt door tranen, korstvorming, en koorts. Als men met de vingers druk uitoefent op de traanzak, dan kan er pus uit het traanpunt komen. Dit pus kan in het oog terechtkomen.
Dacryocystitis wordt meestal door een huisarts vastgesteld aan de hand van een lichamelijk onderzoek. De behandeling bestaat bij volwassenen uit het toedienen van orale antibiotica. Ook het opleggen van warme kompressen op de ontsteking kan bijdragen aan het verlichten van de aandoening. Bij baby's kan een lichte massage van het gebied rond de traanzak soelaas bieden. Als dit geen baat biedt, kan zowel bij volwassenen als bij kinderen en baby's een sonde worden gebruikt om een endoscopische dacryocystorinostomie, een soort chirurgische ingreep, uit te voeren.